# Klar besked - en film om prævention
Klar besked - en film om prævention er en dansk instruktionsfilm fra 1991 med instruktion og manuskript af Kirsten Emborg og Vibeke Herbert.

## Handling
Det er svært at være nybegynder, og det er vigtigt at finde den præventionsform, der passer bedst netop nu og i forhold til den måde, der leves på. I filmen undersøger to unge, hvordan deres kammerater beskytter sig imod graviditet og seksuelt overførbare sygdomme. Eller hvad de ikke gør. Filmen blander fiktion og fakta.